# 飞云镇
參數所指定的目標頁面不存在，建議更正成存在頁面或直接建立下列一個頁面（建立前請先搜尋是否有合適的存在頁面可以取代）：
- 飞云镇 (瑞安市)

飞云镇，是中华人民共和国甘肃省平凉市泾川县下辖的一个乡镇级行政单位。
2015年，甘肃省民政厅批复同意撤销飞云乡，设立飞云镇。

## 行政区划
飞云镇下辖以下地区：
南庄头村、闫崖头村、老庄村、坡头村、南峪村、元朝村、东高寺村、飞云村、西高寺村、毛家村和岸门村。